# Розана и Любим
«Розана и Любим» — комическая опера в четырёх действиях Николая Петровича Николева на музыку Керцелли, изображающая отношения помещика и крепостных крестьян. Опера написана в 1776 году, является «преложением на российские нравы» комической оперы Ш.-С. Фавара «Annette et Lubin».
Премьера состоялась в 1778 году в Москве в Петровском театре и 6 декабря 1780 года в Петербурге. «Розана и Любим» стала одной из излюбленных пьес в репертуаре Московского театра, где часто ставилась в течение более двух десятилетий. Опера игралась не только в столичных, но и в периферийных театрах — в Харькове, Ярославле, Вологде, в усадьбе Кусково на сцене театра графов Шереметевых. Впервые текст оперы опубликован отдельным изданием в 1781 году; повторно — в журнале «Российский феатр», 1788, No 22, с. 5—109.

## Персонажи
- Щедров, богатой дворянин.
- Излет, отставной солдат.
- Розана, Милена его дочери.
- Любим, Розанин любовник.
- Семен, лесник.
- Рыбаки.
- Псари. Женщины. Служители, Щедрову принадлежащие.

## Сюжет
Крестьяне Розана и Любим нежно любят друг друга. Помещик Щедров, которому девушка приглянулась, подговаривает местного лесника Семена помочь ему овладеть Розаной. Лесник колеблется, но две-три лишних чарки водки, которые подносит ему молодой барин, решают дело: лесник указывает, где скрывается Розана, и ту вместе с её женихом псари приводят к барину. Барин, мало стесняясь присутствием жениха, любезничает с Розаной, уговаривает ехать к нему и, когда получает отказ, увозит силой, приказав псарям держать Любима. Постепенно, видя стойкость крестьянки, силу чувства Любима и горе Излета, отца Розаны, Щедров начинает испытывать угрызения совести. Раскаявшийся похититель возвращает Розане свободу и награждает пострадавшее семейство ста рублями «за сделанное огорчение».
Пьеса кончается куплетами, которые поет каждый из участников; припев к этим куплетам следующий: 

В ком любовь и добродетель,

Тот прямой сердец владетель:

Он ко счастию рожден,

Он и завистью почтен.

 (Действ. IV, явл. 7)

## Две редакции
В специальном «Объяснении», включённом в первое издание текста оперы, Н. П. Николев сообщает читателям о том, что публикует своё произведение в переделанном виде. Текст ранней редакции оперы также сохранился в рукописном виде в Театральной библиотеке в Петербурге. Писатель объясняет и причину, побудившую его прибегнуть к переделке произведения:
Прекрасная игра г. Ожогина произвела во мне желание прибавить игры и сделать некоторые перемены во многих явлениях, а из оного желания по расположению моему прибавилось и четвертое действие. Те, кои читали или видели прежнюю, легко могут судить по этой, лучше или хуже я сделал, а я скажу только что:

Хоть лужа всякая реки бывает хуже,

Но часто от реки приходим мы и к луже.
Первоначальный рукописный и окончательный печатный тексты разительно отличаются друг от друга. Изначальная «комическая опера в трех действиях» после переработки превратилась в «драму с голосами в четырех действиях». Основные изменения внесены в расстановку действующих лиц: поменялись местами Семен-лесник и Любим-рыбак, последний только во второй редакции обозначен как любовник Розаны. Выведен из круга второстепенных персонажей какой-то барин, не принимающий никакого участия в событиях.
Существенные перемены сделаны в разбивке текста на явления. В первом варианте их было 17, во втором — 28, некоторые из них передвинуты в другие действия. Значительно раньше по сравнению с первой редакцией включён в действие Семен. Николев постарался представить его полнее, очерчен даже круг его занятий: он должен рубить дрова, отправлять их в Москву, сторожить лес. Ему часто приходится бывать одному, и его единственным «собеседником» остаётся топор.
Расширены сведения и о Любиме. Розана говорит, что он «теперь-то в рыбаках, а то он живал и в господском доме», «одевается-то словно, как боярин» (Действ. I, явл. 3). Семен говорит о Любиме, что он «дворовой;.. отпущен на волю, а живет в селе у своего дяди, который промышляет рыбою» (Действ. I, явл. 6). Включены сцены с псарями Щедрова: в отсутствие хозяина они поют песни.
В новой редакции Николев дополнил повествование комическими ситуациями и деталями. Например, вводится сценка с комическим непониманием собеседников: Щедров расспрашивает о «востренькой», которая «дней с пять назад ему здесь попалась», имея в виду девушку, а Семён думает, что помещик интересуется кобылой и с готовностью рассказывает, что она «не больно росла, ушаста, с лысиной, рыжая» (Действ. I, явл. 6).
Помимо переделки сюжета, в ряде сцен писатель старается добиться большей чёткости и выразительности языка, точности сравнений, убрать излишнюю многословность в репликах персонажей.
Большое внимание в новой редакции уделено разработке декоративного оформления оперы: во втором и четвёртом действиях появляются подробные пейзажные вступительные ремарки.

## Особенности произведения
Основной конфликт произведения, выросший на почве крепостного права, смягчён автором и сведён к недоразумению или случайному заблуждению Щедрова. В последнем действии барин объясняет в своих монологах причину поступка с Розаной:

О слабость! Для того что крестьянка из верности к своему любовнику презирает мою склонность, мое богатство, мои старания испортить ее сердце!.. Я, начав шуткою, оканчиваю страстью и делаю преступление!
(Действ. IV, явл. 1)
Таким образом, Николев сводит социальный конфликт оперы к «слабости» Щедрова, не послушавшегося голоса своего рассудка.
В том же ключе представлена реакция крестьян на поступок Щедрова. Излет, отец Розаны, сперва потрясен, узнав, кто является похитителем его дочери:

Коли не разоряют соседей, так увозят девок, не ставят за грех обесчестить бедного человека с тем, чтоб бросить ему деньги!
(Действ. III, явл. 3).
Затем он решает идти к самому барину, но осторожный лесник отговаривает его:

Ну, куды ты хочешь идти? вить там так-те приколошматят, что и до могилы не забудешь. Нам ли, свиньям, с боярами возиться; а Щедров дворянин вить не на шутку!
(Действ. III, явл. 4).
В ответ на это Николев заставляет Излета произнести фразу, которая должна была показать преданность «простого народа» престолу:

Дворянин? да что ж, что он дворянин? я видал и государей; я проливал за них кровь мою; я сам служил при лице их; я знаю, каковы им наши слезы; так и я на дворянина суд найду
(Действ. III, явл. 4).
Придя к Щедрову, Излет угрожает своему обидчику пойти «к самой царице просить суда». Николев хотел уверить зрителей и читателей «Розаны и Любима», что в жизни так же благополучно решаются все противоречия между крепостными и помещиками, как в его произведении.
Персонажем оперы, в наибольшей степени наделённым реальными жизненными чертами, является лесник. От его лица звучат реплики, содержащие антикрепостнические тирады и вне контекста производящие сильное впечатление:

Как велят в дубьё принять,

Позабудешь пустошь врать.

Не солдату бар унять,

Чтоб крестьянок не таскать.

Бары нашу братью так

Принимают, как собак
.
Нет поклонов, нет речей,

Как боярин гаркнет: «бей

В зад и в макушу и в лоб!» —

Для него крестьянин клоп.
(Действ. III, явл. 5).
«Драматический словарь» отмечает удачное исполнение роли Семена А. Г. Ожогиным:
Роль Симеона Лесника, которую играл г. Ожогин, была первая для его преимущественно одобрена; ибо чрез оную он стал известен в комических операх лучшим в ролях Буфонских
.
Г. А. Гуковский предположил, что введение в произведение такой остроконфликтной ситуации, не характерной для дальнейшего творчества Николева, отражает юношескую вспышку социального протеста автора.
В пьесе есть критическое высказывание, затрагивающее проблему взяточничества. Когда Розана, разбирая рыбу в ушате, привезённом Любимом с ловли, говорит, что щуки, видно, так же злы, «как приказчица», Любим подхватывает:

Ха, ха! подлинно, что наша-то приказчица на щуку похожа. Кроме своего брюха, ничего не любит. Приказчики да приказчицы то-то уж воры наголо: с нас дерут, а у господ крадут. От всего греют руки; много они мне насолили!
(Действ. II, явл. 3)
Дальнейшее развитие эта тема получает в написанной годом позже «драматической пустельге» Николева «Приказчик».
Полемический и новаторский настрой произведения находит своё выражение не только в диалогах персонажей, но и в музыкальных номерах, которые не ограничиваются буффонадой или лирикой, но призваны воплотить общую концепцию пьесы. В текст оперы в её печатной редакции включено около сорока вокальных и музыкальных номеров: арий, дуэтов, хоровых песен, трио и квартетов. Некоторые из них, присутствовавшие в ранней редакции, Николев снял, когда хотел предоставить актерам самостоятельность в выборе песен. Писатель добивался, чтобы музыка органично вплеталась в ткань драматургического действия. «Розана и Любим» считается одним из самых интересных оперных либретто своего времени.